# Käkymbek Sałykow
Käkymbek Sałykuły Sałykow (kaz. Кәкімбек Салықұлы Салықов, ros. Какимбек Салыкович Салыков, ur. 22 stycznia 1932 we wsi Kazgorodok w obwodzie kokczetawskim, zm. 27 listopada 2013) – radziecki polityk narodowości kazachskiej.

## Życiorys
Od 1955 pracował w przedsiębiorstwach węglowych obwodu karagandyjskiego, od 1958 należał do KPZR, ukończył Moskiewski Instytut Metali Kolorowych i Złota i zaocznie Wyższą Szkołę Partyjną przy KC KPZR. Od 1965 funkcjonariusz partyjny, 1970-1975 II sekretarz Komitetu Obwodowego KPK w Żezkazganie, 1975-1984 inspektor KC KPZR, 1984-1989 I sekretarz Karakałpackiego Komitetu Obwodowego Komunistycznej Partii Uzbekistanu. 1986-1990 członek KC KPZR. Deputowany ludowy ZSRR.

## Odznaczenia
- Order Lenina
- Order Czerwonego Sztandaru Pracy
- Order Przyjaźni Narodów

I medale.